# 高福晖
高福晖（1930年3月28日—2001年4月），男，辽宁金县人，中国机械学家，研究员，中国科学院成都分院原院长。主要从事精密机械、自适应光学、地震力学及大型水电工程对生态环境影响等方面的研究工作。

## 生平
1930年3月28日生于辽宁省金县。1955年毕业于大连工学院机械系。1959年赴苏联列宁格勒加里宁理工学院深造，1963年毕业，获技术科学副博士学位。担任中国科学院长春光学精密机械研究所助理研究员。1973年4月分迁至四川中国科学院光电技术研究所，历任副研究员、研究员。1980年至1984年担任该所所长。1983年至1990年担任中国科学院成都分院院长。1986年被水利电力部聘任为长江三峡工程生态与环境专题论证专家组副组长。主要从事精密机械、自适应光学、地震力学及大型水电工程对生态环境影响等方面的研究工作。出版论著《地震力学》《大型经纬仪轴系晃动的傅里叶谐波分析法》《机械零件强度许用值新标准及大型经纬仪机械设计》《长江三峡工程对生态环境影响及对策》等。
高福晖是中共十一大、十二大代表，四川省人大常委会委员（1988年1月－1996年2月），中国光学学会理事。
2001年4月病逝。